# Julius Julskötare
Julius Julskötare eller Kalenderhuset var Sveriges Radio-TV:s julkalender 1978. Julkalendern regisserades av Björn Barlach och Kari Thomée efter ett manus av Björn Barlach och Åke Cato med Björn Skifs i huvudrollen.
När den visades i SVT år 1978 hade den inget egentligt namn, i TV-tablåerna kallades den bara "Julkalendern" men har senare gått under namnet Julius Julskötare och Kalenderhuset.

## Handling
Huvudperson var Julskötaren, spelad av Björn Skifs, som guidade tittarna genom Svenska Jullagerfabriken och andra företag. Julkalendern utspelar sig i en byggnad som huserar bland annat, hotell, kiosk, bank, bibliotek och en tidning.
Julius öppnar de olika dörrarna och så händer det märkliga saker. Överbyråinspektören klagar på bygget, några prinsessor, en drake och Askungen, Snövit och en häxa dyker också upp. Dessutom råkar Julius ut för en skara barn som demonstrerar och kräver en tidigareläggning av julen.
På lucia blir herr Globetrotter uppvaktad av tre lucior som enligt honom är alldeles många och på julafton blir granen klädd och omklädd flera gånger tills överbyråinspektören klär den enligt gällande instruktioner.

## Rollista
- Björn Skifs − Julius Julskötare
- Jon Skolmen − Charles Globetrotter
- Jörgen Lantz − redaktören
- Per Oscarsson − överbyråinspektör Hugosson
- Birgitta Andersson − Gullan Hugosson
- Anki Nilsson − Greta
- Pontus Platin − tomtenisse

## Papperskalender

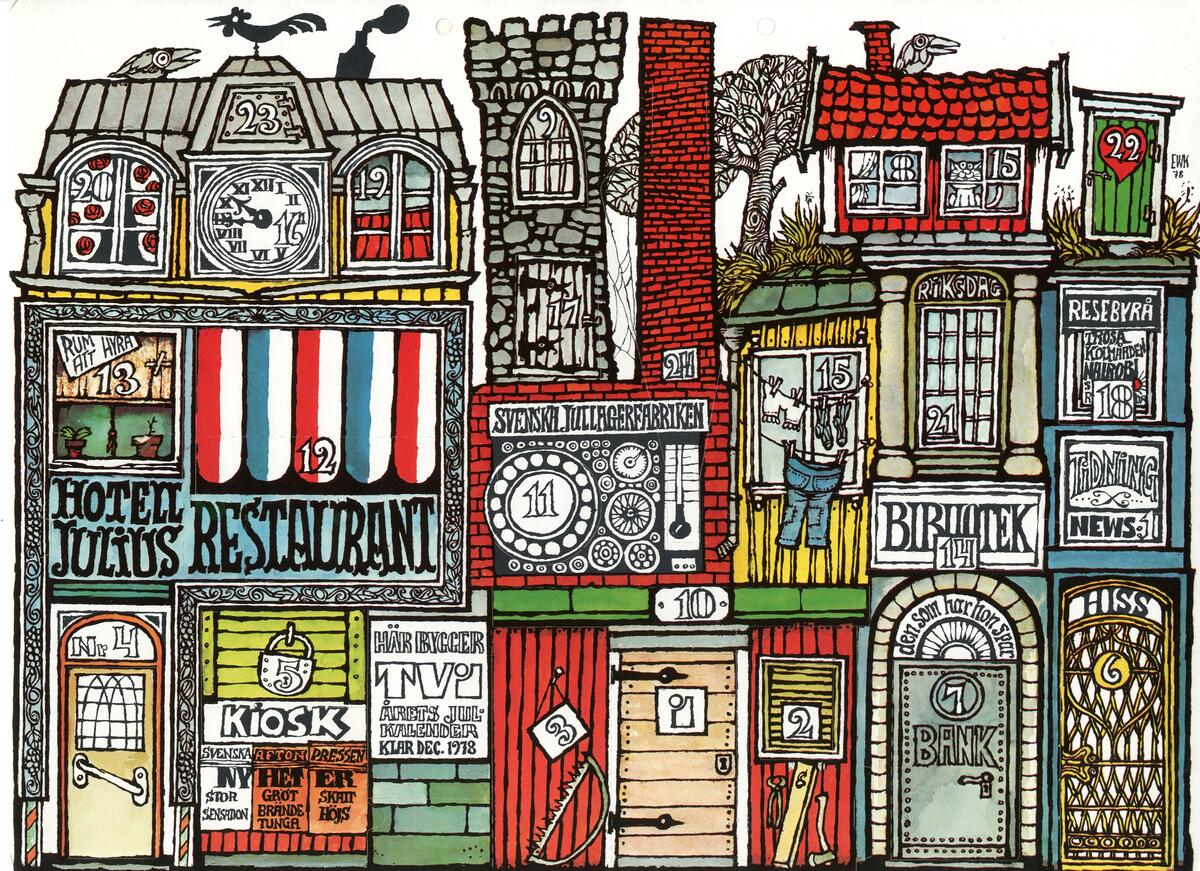
Papperskalendern

Julkalendern utmärkte sig genom att TV-seriens scenografi och papperskalendern var identiska, ritade av Ewert Karlsson, som även signerade kalendern vid lucka 22 i programmet.
De öppnade luckorna skulle vikas och passas in med andra så det hela till slut bildade en tredimensionell mobil, ett kalenderhus.[källa behövs]

## Utgivning
Kalendern utgavs på DVD 2013 av Scanbox i serien Världens bästa julkalendrar.

### Fotnoter
1. 1 2 3 4 5  Stenudd, Solveig (2004). Teskedsgumman, Pettson, Pelle Svanslös och alla de andra : julkalendern i radio och TV genom tiderna (Ny, utök. version). Sveriges television (SVT). sid. 60-61. ISBN 91-975013-0-1. OCLC 186559284. https://www.worldcat.org/oclc/186559284. Läst 13 juli 2023
2. 1 2 3 4 5  ”Julius julskötare | Svensk mediedatabas (SMDB)”. smdb.kb.se. https://smdb.kb.se/catalog/id/002958293. Läst 13 juni 2023.
3. ↑  ”Svensk mediedatabas (SMDB)”. smdb.kb.se. https://smdb.kb.se/catalog/search?q=Julkalendern+1978&sort=OLDEST. Läst 13 juni 2023.
4. ↑  ”Julkalendrar genom åren på SVT - Metro Mode”. metromode.se. https://metromode.se/. Läst 13 juni 2023.
5. ↑  ”Från arkivet: Här är tidernas mest utskällda julkalendrar”. SVT Nyheter. 30 november 2020. https://www.svt.se/kultur/fran-arkivet-har-ar-julkalendrarna-som-skapat-debatt. Läst 13 juni 2023.
6. ↑  Jan Gradvall (1996). TV! Nedslag i Sveriges Televisions historia. Stockholm: Sveriges Radios förlag. ISBN 91-522-1780-9